# دانشگاه ساوت‌وسترن
دانشگاه ساوت‌وسترن (به انگلیسی: Southwestern University) یک دانشگاه در ایالات متحده آمریکا است که در تگزاس واقع شده‌است.